# The Long Skirt
The Long Skirt è un cortometraggio muto del 1911. Il nome del regista non viene riportato nei credit.

## Produzione
Il film fu prodotto dalla Vitagraph Company of America.

## Distribuzione
Distribuito dalla General Film Company, il film - un cortometraggio in  - uscì nelle sale cinematografiche USA l'8 agosto 1911.